# Муйжниеце, Винета
Ви́нета Му́йжниеце (латыш. Vineta Muižniece; род. 3 ноября 1956, Рига, Латвийская ССР) — латвийский юрист и политик, член Народной партии. Министр юстиции в 2004 году.

## Биография
Родилась 3 ноября 1956 года в Риге.
Работала в Юридическом управлении Верховного Совета Латвийской Республики и в Латвийском университете. Была советницей по законодательству президента Г. Улманиса, министром юстиции (в кабинете И. Эмсиса в 2004 году), в Сейме — председателем мандатной и юридической комиссий, председателем фракции Народной партии и вице-спикером.
С 2010 года — судья Конституционного суда (избрание Муйжниеце, по мнению лидера «Нового времени» С. Аболтини, было плодом союза оппозиционной Народной партии с кем-то из правящей коалиции); судейские полномочия приостановлены в 2011 году в связи с уголовным процессом о возможной подделке документов юридической комиссии Сейма в 2009 году. В декабре 2011 года Муйжниеце предъявлено обвинение. В июне 2014 года обвинительный приговор по делу Муйжниеце (штраф в размере 2846 евро) вступил в силу и она утратила полномочия судьи.